# Asolando. Fantazje i fakty
Asolando. Fantazje i fakty (ang. Asolando. Fancies and Facts) – ostatni tomik Roberta Browninga, opublikowany w dniu śmierci poety, 12 grudnia 1889 roku.

## Charakterystyka ogólna
Asolando jest ostatnim napisanym i przygotowanym do druku przez Browninga tomikiem poetyckim. Zawiera on trzydzieści wierszy: Prologue, Rosny, Dubiety, Now, Humility, Poetics, Summum Bonum, A Pearl, a Girl, Speculative, White Witchcraft, Bad Dreams I, Bad Dreams II, Bad Dreams III, Bad Dreams IV, Inapprehensiveness, Which?,The Cardinal and the Dog, The Pope and the Net, The Bean-Feast, Muckle-mouth Meg, Arcades Ambo, The Lady and the Painter, Ponte dell’Angelo, Venice, Beatrice Signorini, Flute-Music, with an Accompaniment, Imperante Auqusto natus est –, Development, Rephan, Reverie, Epilogue. Tytuł tomiku pochodzi od nazwy włoskiej wioski Asolo, w której Browning z upodobaniem spędzał czas wolny. Najczęściej przedrukowywanymi utworami są Prolog i Epilog całego cyklu. Asolando stanowi podsumowanie i syntezę drogi twórczej sędziwego poety.

## Zawartość
Utwory składające się na omawiany tomik są zróżnicowane pod względem treści stylu i formy wersyfikacyjnej. Są wśród nich zarówno utwory krótkie, zbliżające się pod względem gatunkowym do epigramatu jakSummum Bonum, Speculative, czy Poetics, jak też wiersze dłuższe, w tym żartobliwa ballada Muckle-mouth Meg czy długi, autobiograficzny monolog Development. Poeta stosuje w analizowanym zbiorku rozmaite formy metryczne i stroficzne, w tym różne formaty wiersza jambicznego, trójstopowiec, czterostopowiec, pięciostopowiec, sześciostopowiec (The Bean-Feast) i siedmiostopowiec (The Cardinal and the Dog, The Pope and the Net), pięciostopowy anapest (Summum Bonum), zwrotkę trójwersową monorymową, zwrotkę czterowersową, zwrotkę pięciowersową ababb (Speculative, Bad Dreams II), sześciowersową, siedmiowersową ababccc (Arcades Ambo) i dwunastowersową (Bad Dreams III).

## Recepcja w Polsce
Tom Asolando zrecenzował niedługo po jego ukazaniu się znany w tamtej epoce krytyk Leon Winiarski, negatywnie oceniając
wartość artystyczną cyklu. Recenzja została opublikowana w czasopiśmie Prawda.

## Przekłady
Na język polski wiersze z tomiku Asolando tłumaczyli Juliusz Żuławski i Wiktor Jarosław Darasz. Żuławski przełożył utwory Prolog, Teraz, Summum Bonum, Medytacja, Złe sny III, Rozwój i Epilog. Darasz przetłumaczył między innymi wiersz Kardynał i pies.